# 捲腹
卷腹（英語：curl-up）又称屈腹（crunch），是受欢迎的腹部运动之一。如果操作得当，它能调动所有的腹部肌肉，但它主要鍛鍊腹直肌和斜方肌。它既可以塑造腹肌，又可以收紧腹部。卷腹利用锻炼者自身的体重来锻炼肌肉，被推荐为一种可以在家里进行的低成本运动。

## 形式

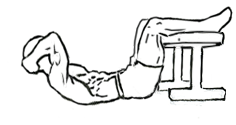
在卷腹时，腰部没有抬离地面

纽约时报健康博客引用生物力学教授Stuart McGill的话说：
认可的卷腹开始时，你要躺下，单膝弯曲，双手置于下背部下方以提供支撑。麦吉尔说："不要凹陷你的腹部或将你的背部压在地板上"。轻轻地抬起你的头和肩膀，短暂地保持，然后放松下来。
在卷腹时，与仰卧起坐不同，下背部保持在地板上。据说这可以消除臀部屈肌的任何参与，并使卷腹动作成为腹部的有效隔离练习。

## 變種
卷腹的動作有數個變化：
- 平地卷腹，平躺於地上，雙膝彎曲，腳平放在地面上。
- 抬腿卷腹，平躺於地上，雙腿彎曲抬起懸空，小腿與地面平行。
- 低抬腿卷腹，與抬腿卷腹動作一樣，但腿部向下放，仍保持騰空，離地面幾寸距離。[6]

## 备注

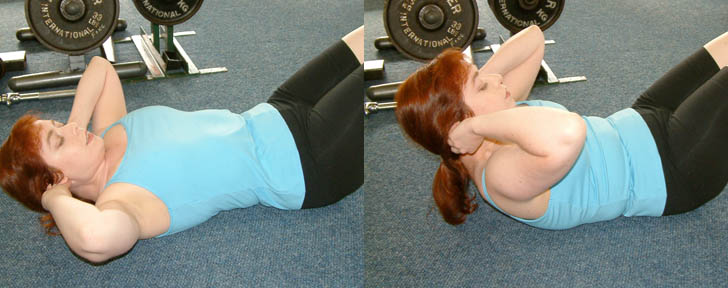
卷腹

1. ↑  “屈”作动词，意为使弯曲，与“伸”相对。同类用词有：低头屈膝、屈指一算等。